# 至NET小人類
《至NET小人類》（英語：Kids Click）（2000年1月3日—2004年12月31日），是香港無綫電視翡翠台兒童節目，此節目接替同類型兒童節目《閃電傳真機》，後來被同類型兒童節目《放學ICU》取代。

## 主持

### 藝員主持
- 譚玉瑛
- 蓋世寶
- 唐韋琪
- 許文翹
- 伍文生
- 張美妮
- 張潔蓮
- 黃樂兒
- 羅貫峰
- 李天翔
- 劉家聰
- 張國洪
- 李紫昕
- 高少敏
- 卓　兒
- 陳嘉露
- 陳佩思
- 杜大偉
- 馮慧敏等等。

### 小主持
- 孔祺
- 王文熙
- 朱穎彥
- 江君祐
- 余詠怡
- 余傲心
- 李芷菁
- 李厚賢
- 林樂遙
- 胡曉嵐
- 原鳳君
- 區朗濠
- 張曼彤
- 張裕東
- 陳婷欣
- 陳詩婷
- 馮嘉慧
- 曾朗聰
- 雷子俊
- 雷芯怡
- 鮑天𧙗
- 韓靜怡
- 戴天晴

## 主題曲
《至NET小人類》曲詞唱：古巨基 （收錄於古巨基《跳飛機》EP）

## 節目
《至NET小人類》時段內會播放約22分鐘的動畫，大多數都是日本動畫；後期逢星期一有〈夢想劇場〉，演出一些話劇。再後期每天都有〈至NET工作坊〉：
| 星期   | 主題       | 主持   | 備註                                 |
| 星期一 | 煮食       | 譚玉瑛 | 每集教2-3個小朋友製作不同的食物      |
| 星期二 | 運動       | 張國洪 | 每集請一個教練教小朋友不同的運動     |
| 星期三 | 舞蹈       | 馮慧敏 | 每集請一個舞蹈老師教人跳芭蕾舞       |
| 星期四 | 藝術       | 唐韋琪 |                                      |
| 星期五 | 音樂看世界 | 李紫昕 | 每集到不同的地方教人那裡的音樂和文化 |

## 動畫
括號內的日期為開始播放日期。
- 反斗小王子（1999年12月16日1）
- 天才小魚郎（2000年3月7日）
- 魔法小美穗（2000年6月5日）
- 加菲貓放暑假（2000年7月11日2）
- 極速拯救部隊（朝鲜语：레스톨 특수 구조대）（2000年10月17日）
- 四驅兄弟（2000年11月22日）
- 小魔法變變變（2001年2月2日）
- 雷霆守護者（2001年4月5日）
- 機甲發明小子（2001年5月1日）
- 反斗小王子2（2001年6月25日）
- 八爪小英雄（日语：たこやきマントマン）（2001年8月27日）
- 多啦A夢（2001年11月23日）
- 新機甲發明小子（日语：超発明BOYカニパン）（2002年2月5日）
- 超級娃娃戰士（2002年3月7日）
- 小司機Noddy（英语：Make Way for Noddy）（2002年5月17日）
- 外星BB撞地球（2002年7月1日）
- 待查（2002年8月23日）
- 新仙魔大戰（2002年12月2日）
- 反斗小王子3（2003年3月6日）
- 小天使糖糖（2003年5月9日）
- 超人高斯（2003年6月12日）
- 七小花（2003年9月10日）
- 數碼傳動戰士（2003年10月16日）
- 外星BB撞地球2（2003年12月9日）
- 多啦A夢（2004年1月30日）
- 爆旋陀螺2（2004年3月15日）
- 魔球小仙女（2004年5月25日）
- 哈姆太郎（2004年6月30日）
- 波波羅王國（2004年8月5日）
- 暴風兵團（日语：FIRESTORM (アニメ)）（2004年9月10日）
- 銀河戰警（2004年10月18日）
- 星球流浪記（2004年11月19日）
- 企鵝小方方（日语：ペコラ）（2004年12月27日）

^  注解1：於《閃電傳真機》結束前開始播放。
^  注解2：曾因2000年夏季奧林匹克運動會關係停播約兩星期。

## 外部連結
- 香港動畫資訊網 （页面存档备份，存于）